# Finala UEFA Europa League 2022
Finala UEFA Europa League 2022 a fost meciul final al UEFA Europa League 2021-2022, cel de-al 51-lea sezon al celei de-a doua competiții europene inter-cluburi, organizată de UEFA, și cel de-al 12-lea sezon de când a fost redenumită din Cupa UEFA în UEFA Europa League. Trofeul a fost câștigat de clubul german Eintracht Frankfurt care a trecut de echipa scoțiană Glasgow Rangers după lovituri de departajare. S-a disputat la 18 mai 2022 pe Stadionul Ramón Sánchez Pizjuán din Sevilla, Spania.
Finala a fost programată inițial să se joace pe Puskás Aréna din Budapesta, Ungaria. Cu toate acestea, din cauza amânării și relocării finalei din 2020 la Köln, gazdele finalelor au fost mutate înapoi cu un an, Budapesta urmând să găzduiască finala din 2023.
Câștigătoarea competiției primește dreptul să joace în grupele Liga Campionilor UEFA în sezonul 2022-2023 precum și pentru Supercupa Europei 2022, împotriva învingătoarei din finala Ligii Campionilor 2022.

## Echipe
În tabelul următor, finalele până în 2009 erau în era Cupei UEFA, din 2010 în era UEFA Europa League.
| Echipa              | Apariții finale anterioare (îngroșat indică câștigătorii) |
| ------------------- | --------------------------------------------------------- |
| Eintracht Frankfurt | 1 (1980)                                                  |
| Glasgow Rangers     | 1 (2008)                                                  |

## Context
Pentru Eintracht Frankfurt, este a treia finală într-o competiție continentală. Anterior, echipa germană a fost învinsă în 1980 de Real Madrid în finala Cupei Campionilor și a câștigat Cupa UEFA în 1980. Precedenta finalistă germană în Liga Europa a fost Werder Bremen în 2009, iar precedenta câștigătoare din Germania a competiției a fost Schalke 04 în 1997.
Glasgow Rangers dispută a cincea finală într-o competiție continentală. Anterior, scoțienii au jucat trei finale în Cupa Cupelor UEFA, una câștigată în 1972 și două pierdute, în 1961 și 1967, precum și o finală pierdută în 2008 în Liga Europa. Din 1983 nu a mai câștigat o echipă scoțiană o competiție continentală, Aberdeen impunându-se atunci în Super Cupa Europei.
Anterior, cluburile s-au întâlnit de două ori, în semifinalele Cupei Campionilor Europeni 1959-60, Eintracht Frankfurt câștigând ambele manșe.

## Drumul spre finală
Pentru mai multe detalii despre acest subiect, vedeți UEFA Europa League 2021-2022.
Notă: În toate rezultatele de mai jos, scorul finalistului este dat mai întâi (A: acasă; D: deplasare).
| Loc | Echipa              | MJ | Pct |
| --- | ------------------- | -- | --- |
| 1   | Eintracht Frankfurt | 6  | 12  |
| 2   | Olympiacos FC       | 6  | 9   |
| 3   | Fenerbahce          | 6  | 6   |
| 4   | Antwerp             | 6  | 5   |

| Loc | Echipa       | MJ | Pct |
| --- | ------------ | -- | --- |
| 1   | Lyon         | 6  | 16  |
| 2   | Rangers      | 6  | 8   |
| 3   | Sparta Praga | 6  | 7   |
| 4   | Brøndby      | 6  | 2   |

Note

## Meciul
Echipa de „acasă” (în scopuri administrative) a fost determinată de o tragere la sorți suplimentară care a avut loc după extragerile din sferturi și semifinale.
| Eintracht Frankfurt                        | 1–1 (d.p.) | Glasgow Rangers                                |
| ------------------------------------------ | ---------- | ---------------------------------------------- |
| Borré 69'                                  |            | Aribo 57'                                      |
| - Lenz - Hrustic - Kamada - Kostić - Borré | 5–4        | - Tavernier - Davis - Arfield - Ramsey - Roofe |

| Eintracht Frankfurt | Rangers |

| GK             | 1  | Kevin Trapp         |  |      |
| CB             | 35 | Tuta                |  | 58'  |
| CB             | 18 | Almamy Touré        |  |      |
| CB             | 2  | Evan Ndicka         |  | 100' |
| RM             | 36 | Ansgar Knauff       |  |      |
| CM             | 8  | Djibril Sow         |  | 106' |
| CM             | 17 | Sebastian Rode (c)  |  | 90'  |
| LM             | 10 | Filip Kostić        |  |      |
| AM             | 29 | Jesper Lindstrøm    |  | 70'  |
| AM             | 15 | Daichi Kamada       |  |      |
| CF             | 19 | Rafael Santos Borré |  |      |
| Rezerve:       |    |                     |  |      |
| GK             | 31 | Jens Grahl          |  |      |
| DF             | 22 | Timothy Chandler    |  |      |
| DF             | 24 | Danny da Costa      |  |      |
| DF             | 25 | Christopher Lenz    |  | 100' |
| MF             | 6  | Kristijan Jakić     |  | 90'  |
| MF             | 7  | Ajdin Hrustic       |  | 106' |
| MF             | 20 | Makoto Hasebe       |  | 58'  |
| MF             | 27 | Aymen Barkok        |  |      |
| FW             | 9  | Sam Lammers         |  |      |
| FW             | 21 | Ragnar Ache         |  |      |
| FW             | 23 | Jens Petter Hauge   |  | 70'  |
| FW             | 39 | Gonçalo Paciência   |  |      |
| Antrenor:      |    |                     |  |      |
| Oliver Glasner |    |                     |  |      |

| GK                       | 1  | Allan McGregor      |     |      |      |
| RB                       | 2  | James Tavernier (c) |     |      |      |
| CB                       | 6  | Connor Goldson      |     |      |      |
| CB                       | 3  | Calvin Bassey       |     |      |      |
| LB                       | 31 | Borna Barišić       |     | 117' |      |
| CM                       | 8  | Ryan Jack           |     | 74'  |      |
| CM                       | 4  | John Lundstram      |     |      |      |
| RW                       | 14 | Ryan Kent           |     |      |      |
| AM                       | 23 | Scott Wright        | 73' | 74'  |      |
| LW                       | 18 | Glen Kamara         |     | 91'  |      |
| CF                       | 17 | Joe Aribo           | 62' | 101' |      |
| Rezerve:                 |    |                     |     |      |      |
| GK                       | 28 | Robby McCrorie      |     |      |      |
| GK                       | 33 | Jon McLaughlin      |     |      |      |
| DF                       | 26 | Leon Balogun        |     |      |      |
| DF                       | 43 | Leon King           |     |      |      |
| MF                       | 9  | Amad Diallo         |     |      |      |
| MF                       | 10 | Steven Davis        |     | 74'  |      |
| MF                       | 16 | Aaron Ramsey        |     |      | 117' |
| MF                       | 19 | James Sands         |     | 101' |      |
| MF                       | 37 | Scott Arfield       |     | 91'  |      |
| MF                       | 51 | Alex Lowry          |     |      |      |
| FW                       | 25 | Kemar Roofe         |     | 117' |      |
| FW                       | 30 | Fashion Sakala      |     | 74'  | 117' |
| Antrenor:                |    |                     |     |      |      |
| Giovanni van Bronckhorst |    |                     |     |      |      |

| Jucătorul meciului: Kevin Trapp (Eintracht Frankfurt) Arbitri asistenți: Tomaž Klančnik (Slovenia) Andraž Kovačič (Slovenia) Al patrulea arbitru: Srđan Jovanović (Serbia) Arbitru asistent video: Pol van Boekel (Olanda) Arbitru asistent video asistent: Jure Praprotnik (Slovenia) Alejandro Hernández Hernández (Spania) Roberto Díaz Pérez del Palomar (Spania) | Regulile meciului - 90 de minute - 30 de minute de prelungiri dacă este necesar - Lovituri de departajare dacă scorul rămâne egal - 12 rezerve - Maximum cinci înlocuiri în cele 90 de minute, plus a șasea permisă în prelungiri |

## Vezi și
- Finala Ligii Campionilor 2022
- Finala UEFA Europa Conference League 2022
- Supercupa Europei 2022

## Legături externe
- Site web oficial